# Le Magicien d'Oz des Muppets
Pour les articles homonymes, voir Le Magicien d'Oz.
Pour plus de détails, voir Fiche technique et Distribution.
Le Magicien d'Oz des Muppets (The Muppets' Wizard of Oz) est un téléfilm américano-canadien de Muppet, sorti en 2005.

## Fiche technique
Sauf indication contraire, les informations mentionnées dans cette section peuvent être confirmées par la base de données cinématographiques IMDb,  présente dans la section « Liens externes ».
- Titre original : The Muppets' Wizard of Oz
- Titre français : Le Magicien d'Oz des Muppets
- Réalisation : Kirk R. Thatcher
- Scénario : Debra Frank, Steve L. Hayes, Tom Martin et Adam F. Goldberg, d'après une histoire de Debra Frank et Steve L. Hayes, d’après le roman Le Magicien d'Oz de Lyman Frank Baum
- Musique : Michael Giacchino
  - Musiques additionnelles : Adam Cohen
- Direction artistique : Roxanne Methot
- Décors : Michael S. Bolton
- Costumes : Polly Smith
- Photographie : Tony Westman
- Son : Robert Appere, John Asman, John Benson, Ed Carr, Alan Decker, Gary Gegan, Matthew Iadarola, Bill Jackson, Sherry Klein
- Montage : Gregg Featherman
- Production : Martin G. Baker et Warren Carr
  - Production déléguée : Brian Henson et Lisa Henson
  - Coproduction : Bill Barretta, Kristine Belson et Eric Poticha
- Sociétés de production : The Jim Henson Company, Jim Henson Productions, Fox Television Studios, Touchstone Television, The Muppets Holding Company et Muppet Movie Productions Ltd.
- Sociétés de distribution : American Broadcasting Company, 20th Century Fox Television, Buena Vista Television (TV États-Unis 2005) ; Walt Disney Television (TV États-Unis 2019)
- Budget : n/a
- Pays de production :  États-Unis,  Canada
- Langue originale : anglais
- Format : couleur — 1,33:1 (Format 4/3) — son Stéréo
- Genre : comédie, musical, aventure, fantastique, marionnettes
- Durée : 100 minutes
- Dates de sortie[1] :
  - États-Unis : 27 avril 2005 (Festival du film de Tribeca)
- Date de diffusion :
  - États-Unis, Canada : 20 mai 2005
  - France : 14 février 2010
- Classification :
  - États-Unis : la plupart des parents peuvent considérer ce programme comme approprié pour les enfants (TV-G)
  - Canada : tous publics (G - General)
  - France : tous publics

## Distribution
Sauf indication contraire, les informations mentionnées dans cette section peuvent être confirmées par la base de données cinématographiques IMDb,  présente dans la section « Liens externes ».
- Ashanti : Dorothy Gale
- Jeffrey Tambor : Wizard
- David Alan Grier : Oncle Henry
- Steve Whitmire (vf : Edgar Givry) : Kermit la grenouille
- Gonzo, Fozzie, Docteur Walbec Bunsen: (vf : Jean-Claude Donda)
- Statler : (vf : Jean-Pierre Denys)
- Waldorf : (vf : Gérard Hernandez)
- Clifford : (vf : Lionel Henry)
- Pepe, Johnny Fiama : (vf : Patrick Guillemin)
- Rizzo : (vf : Michel Dodane)
- Queen Latifah (vf : Pascale Vital) : Tante Emma
- Quentin Tarantino (vf : Jean-Philippe Puymartin): lui-même, dans la version étendue. Il apparaît dans un caméo avec Kermit la grenouille.

## Bande originale
1. (Gotta Get Outta) Kansas – Ashanti
2. When I'm With You – Ashanti &  Muppets
3. The Witch Is in the House – Miss Piggy
4. Calling All Munchkins – Munchkins
5. Good Life – Ashanti
6. Nap Time – Dr Teeth
7. The Muppet Show Theme –  Muppets
8. Mahna Mahna – Mahna Mahna & 2 Snowths
9. It's Not Easy Bein' Green – Kermit
10. Rainbow Connection – Kermit
11. Lady of Spain – Marvin Suggs
12. Halfway Down the Stairs – Kermit & Robin
13. What Now My Love? – Miss Piggy
14. Tenderly – Dr Teeth
15. Happy Feet – Kermit et la chorale

## Diffusions TV
Sauf mention contraire, les informations suivantes sont issues de l'IMDb
- États-Unis : 20 mai 2005
- Canada : 20 mai 2005
- Japon : 9 décembre 2005
- Royaume-Uni : 18 décembre 2005
- Russie : 18 juin 2008
- Australie : 21 mars 2009
- France : 14 février 2010
- Brésil : 5 janvier 2011

## Sorties vidéo
Sauf mention contraire, les informations suivantes sont issues de l'IMDb
sortie directement en DVD
- Finlande : 21 juin 2006
- Pays-Bas : 3 janvier 2007

sortie en DVD
- États-Unis : 12 août 2005
- France : 8 novembre 2006[2]

## Nominations
Source : Internet Movie Database
- Primetime Emmy Awards 2005 : musique et paroles exceptionnelles pour Adam Cohen, Debra Frank, Michael Giacchino, Steve L. Hayes et Jeannie Lurie (pour la chanson : "I'm With You")
- Women's Image Network Awards 2005 :
  - Meilleur acteur dans une mini-série ou un téléfilm pour Jeffrey Tambor
  - Meilleur acteur dans une mini-série ou un téléfilm pour David Alan Grier
  - Meilleure actrice dans une mini-série ou un téléfilm pour Ashanti